# Conceição Sampaio
Maria da Conceição Sampaio Moura (Alenquer, 1 de janeiro de 1966) é uma radialista, apresentadora de televisão e política brasileira. Atualmente é deputada federal pelo estado do Amazonas, filiada ao Partido da Social Democracia Brasileira (PSDB). 
Tornou-se conhecida no Amazonas por seu trabalho na televisão. Foi apresentadora do telejornal Câmera 13, apresentado à hora do almoço na TV Band Amazonas, afiliada local da Rede Bandeirantes.

## Carreira
Seu primeiro mandato político foi como vereadora em Manaus, eleita em 2004 pelo Partido Trabalhista do Brasil (PTdoB). No ano seguinte filiou-se ao Partido Progressista (PP), partido pelo qual se elegeu deputada estadual nas eleições de 2006, conseguindo a reeleição em 2010. Em 2014 se elegeu deputada federal pela primeira vez, novamente pelo Partido Progressista (PP). Em 2018, deixou o Progressistas (PP) e filiou-se ao Partido da Social Democracia Brasileira (PSDB).